# Sinagoga Rodef Shalom di Pittsburgh

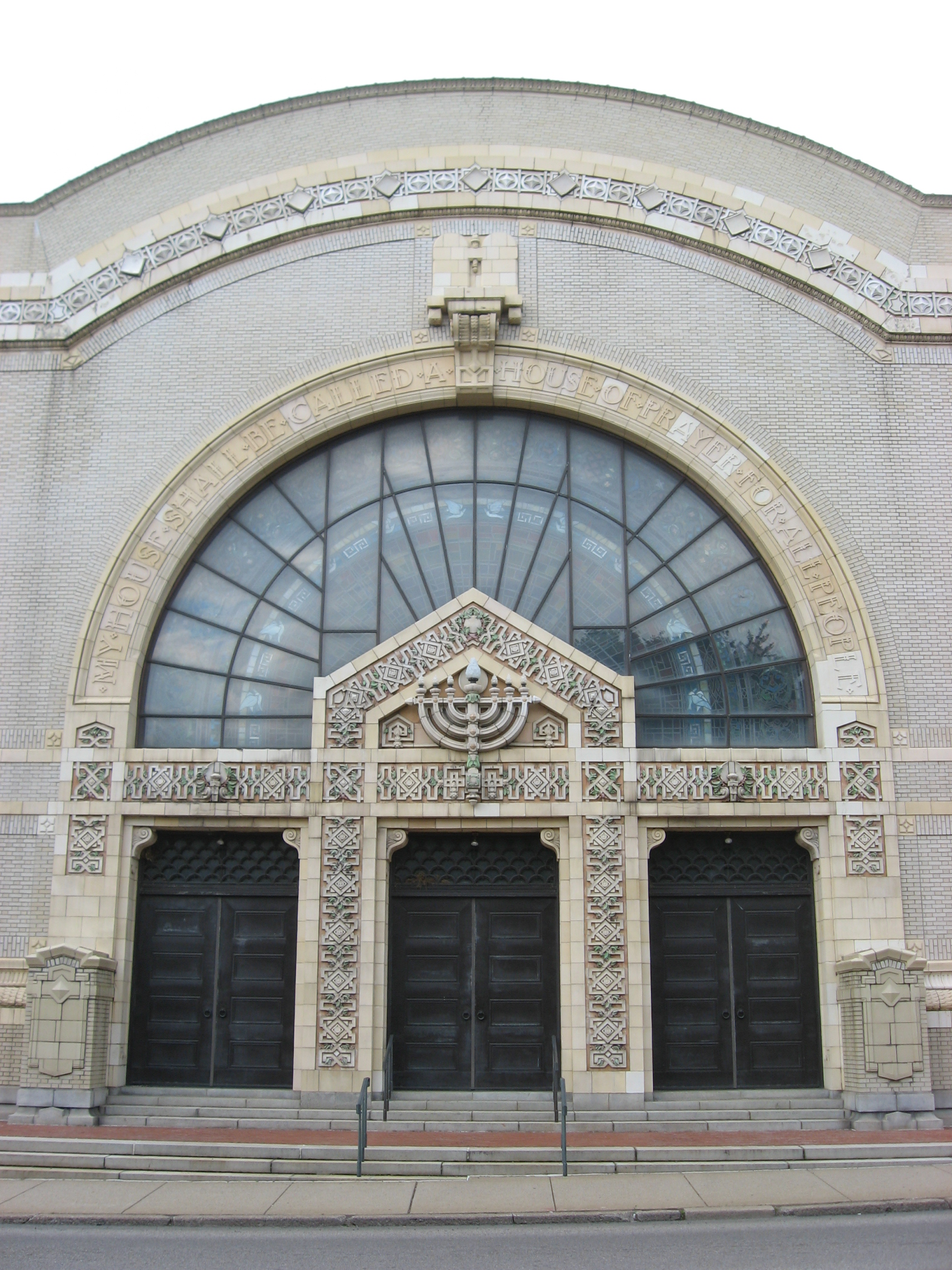
La facciata

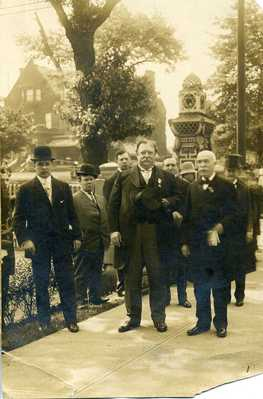
La visita del presidente statunitense William Howard Taft alla sinagoga, accompagnato dal presidente della comunità Abraham Lippman

La sinagoga Rodef Shalom di Pittsburgh, costruita nel 1907 in stile Beaux-Arts, è una sinagoga monumentale di Pittsburgh in Pennsylvania.

## Storia e descrizione
A Pittsburgh sono presenti fin dall'Ottocento diverse congregazioni ebraiche. Durante il rabbinato di Leonard J. Levy, tra il 1901 e il 1917, la congregazione riformata Rodef Shalom conobbe un'era di grande crescita, triplicando i suoi membri. La sinagoga che era stata appena inaugurata nel 1900 era già insufficiente e fu venduta alla chiesa presbiteriana mentre si metteva mano al progetto di un più ampio luogo di culto.
Nel 1907 la congregazione inaugurò il suo nuovo tempio, opera dell'architetto locale Henry Hornbostel. L'edificio fu subito celebrato per la sua grandiosa architettura e le sue vetrate in stile Beaux-Arts.
Un'enorme vetrata domina la facciata, entro l'elaborata cornice architettonica Beaux-Arts del portale con al centro il simbolo della menorah.
L'interno è una grande sala racchiusa sotto l'enorme cupola che culmina con un lucernaio a vetrata. Il design integrato incorpora sui due lati laterali altre sei altissime vetrate (3 per lato), di cui quattro con scene figurative, opera di William Willet. Nel 1907 sopra l'arca santa fu installato un organo Kimball, il più grande del suo genere ancora in uso. Il santuario del tempio contiene più di 900 persone nella sala e 300 nella galleria sopra l'ingresso.
Su invito del rabbino Levy, il presidente William Howard Taft visitò la sinagoga il 29 maggio 1909. Era la prima volta che un presidente degli Stati Uniti parlasse dalla bimah di una congregazione ebraica durante le regolari funzioni del sabato.

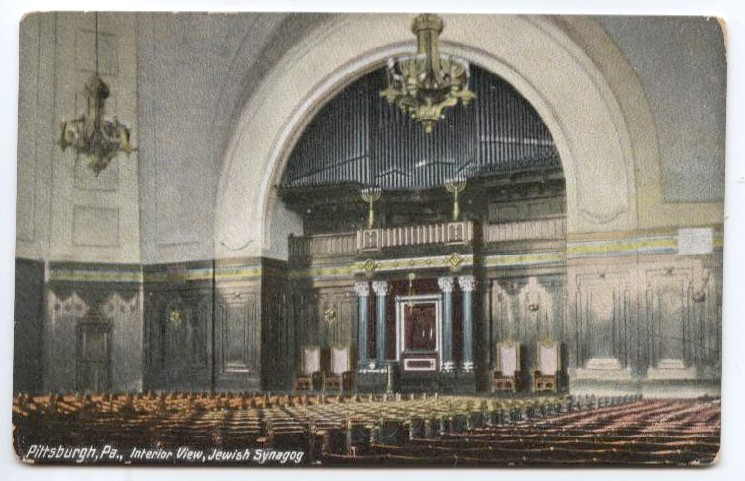
L'interno della singaoga in una cartolina postale del 1911
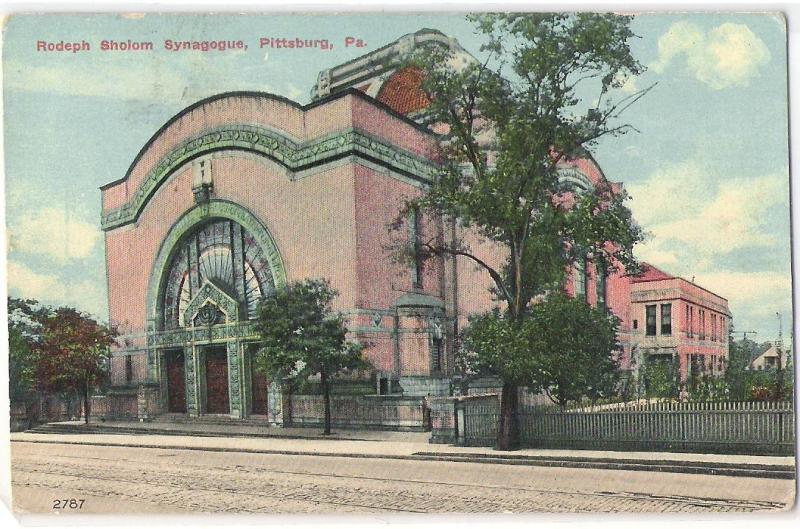
La singaoga in una cartolina postale del 1912

I successori di rav Levy, rav Samuel H. Goldenson (dal 1918 al 1934) e rav Solomon B. Freehof (dal 1934) si dimostrarono altrettanto dinamici. Freehof inaugurò presso la sinagoga una serie settimanale di conferenze capace di attrarre centinaia di presenti, ebrei e cristiani.
Il terreno attorno alla sinagoga ospita dal 1987 un giardino botanico "a soggetto biblico", il  Rodef Shalom Biblical Botanical Garden, con piante dal Medio Oriente.
La sinagoga è inserita nei registro nazionale dei luoghi storici. Fra il 1989 e il 1990 ed ancora dal 2000 al 2003, importanti lavori di restauro hanno interessato il santuario, riportandolo allo splendore originario e ammodernandone le strutture di servizio.
La sinagoga è tuttora attiva al servizio della comunità ad aperta ai visitatori.